# Laretia
Laretia là chi thực vật có hoa trong họ Apiaceae.